# Glorióza vznešená

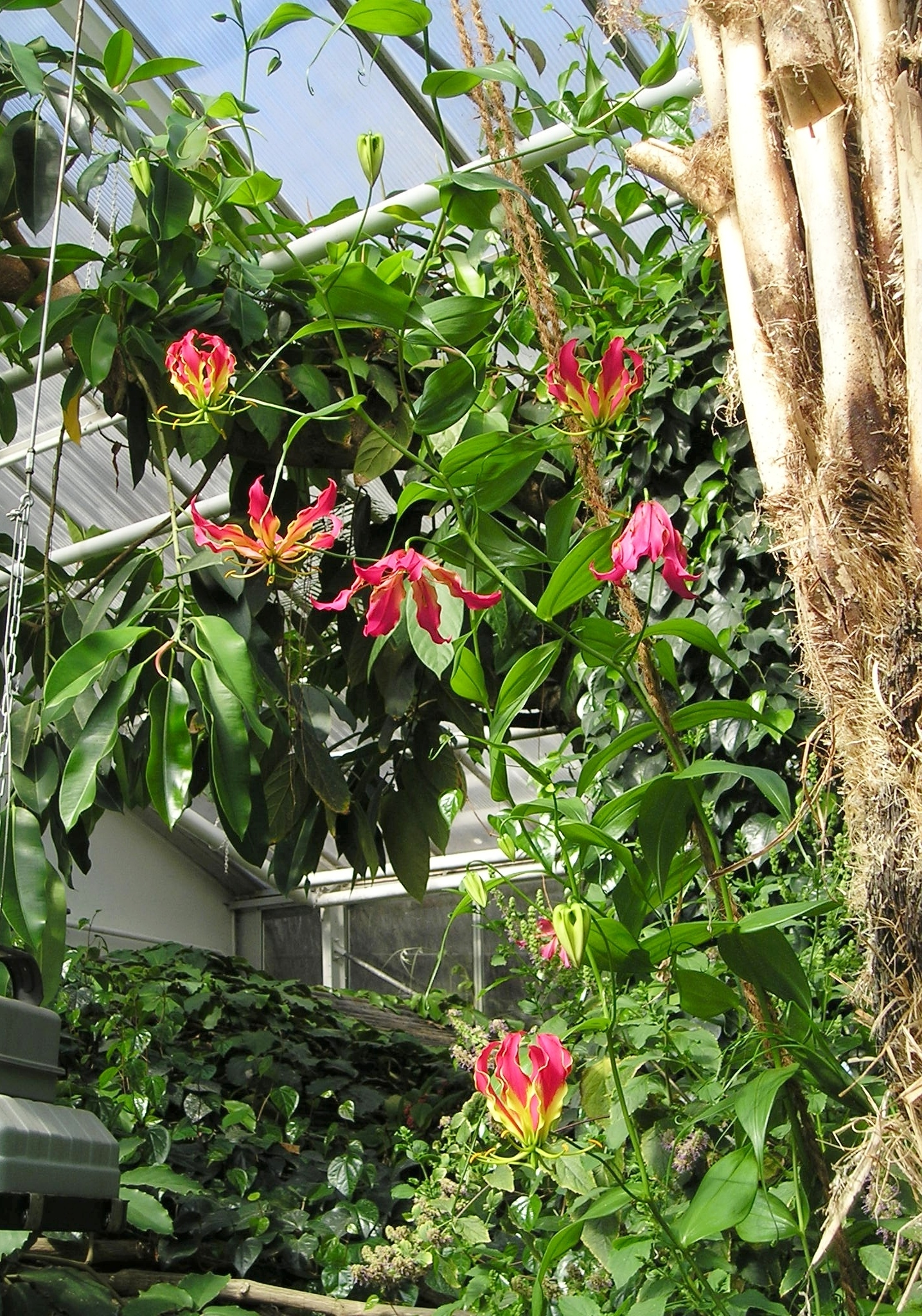
Glorióza vznešená v botan. zahradě

Glorióza vznešená (Gloriosa superba) je teplomilná, hlíznatá, popínavá, obvykle 2 m vysoká rostlina kvetoucí okázalými květy. Tato silně toxická bylina je původním druhem v subtropických a tropických oblastech jižní a jihovýchodní Asie a v subsaharské Africe. Druhotně byla lidmi hodně rozšiřována, nyní roste jako invazní druh v přírodě severovýchodní Austrálie i na některých ostrovech v Pacifiku a Karibiku, stejně jako v jižní Americe.

## Ekologie
Vyskytuje se ve světlých tropických deštných lesích a po jejich okrajích, v řídké savanové vegetaci, po okrajích pastvin, na opuštěných polích i písečných dunách, v nadmořské výšce od mořské hladiny po 2500 m n. m. Je nenáročná na úrodnost půdy, nejlépe ji vyhovuje dobře odvodněné stanoviště s hlinitopísčitou zeminou. Jedná se o choulostivou rostlinu, která potřebuje ochranu před drsnějšími vlivy, jako je silné slunce, déletrvající sucho, silný vítr nebo pokles teploty.
Na jaře vyroste z hlízy s oddenky jedna až šest slabých lodyh, které se při růstu přidržují úponky. Rostlina v létě odkvete (na severní polokouli obvykle v červnu až srpnu) a na podzim nadzemní část rostliny uschne, semena dozrávají za dva až tři měsíce po opylení. Z byliny přežívají zimní období jen hlíza s oddenky v půdě, kde jim postačí teplota okolo 10 °C a minimální vlhkost.

## Popis
Vytrvalá, na podzim usychající, popínavá rostlina s hlízou, ze které vyrůstají oddenky asi 1 cm tlusté. Z hlízy na jaře vyraší jedna až šest jednoduchých nebo rozvětvených, popínavých, bylinných lodyh, které jsou průměrně dlouhé do 2 m, ojediněle až 4 m. Štíhlé, nepevné lodyhy jsou zpočátku vzpřímené, poté poléhají po zemi a následně šplhají po dostupné vegetaci či jiné opoře. Lodyhy jsou střídavě nebo vstřícně porostlé kopinatými, přisedlými nebo krátce řapíkatými, jasně zelenými listy, které bývají 7 až 20 cm dlouhé a 0,5 až 5 cm široké, mají silnou souběžnou žilnatinou a jsou zakončené asi 1 cm dlouhým spirálovitým úponkem. Květina má listy pouze lodyžní.
V horní části lodyhy vyrůstají jednotlivé, postupně se otvírající květy na vztyčených stopkách, dlouhých 10 až 15 cm, které vyrůstají z úžlabí listů nebo z konce lodyhy. Květ je stopce svěšený, jeho tříplodolistový svrchní semeník je přetočený, tyčinky zprostřed míří paprskovitě do stran a vztyčené okvětní lístky směřují nahoru. Šest stejných, úzce kopinatých či obvejčitých okvětních lístků (někdy považované za tři korunní a tři kališní) je dlouhých 4 až 8 cm a širokých 0,5 až 2,5 cm a jsou světle červené, žlutě naběhlé až žlutooranžové a po okraji výrazně zvlněné. Tyčinky s tenkými nitkami odstávají kolmo do stran, jsou dlouhé téměř 5 cm a nesou asi 1 cm prašníky s jasně žlutým až oranžovým pylem. Zelený, oválný semeník, velký asi 1 cm, má tři oddíly a v každém je po mnoha vajíčkách. Čnělka dlouhá do 5 cm je zakončená trojlaločnou bliznou a je téměř vodorovně vyhnutá do směru, odkud je květ osvětlen.
Barva okvětí odvisí od stupně zralosti, vyvíjí se od světle žluté po oranžově červenou, u neopylených květů jsou lístky světlejší a spodní část mají nazelenalou. Okvětní lístky u opyleného květu postupně tmavnou až zhnědnou a uschnou, stejně jako tyčinky a čnělka, zatímco zelený semeník ve středu květu se zvětšuje podle toho, jak se uvnitř vyvíjejí semena. Blizna se může opylit jen po dobu třech dnů, které následují po jednom až dvou dnech po dozrání pylu v prašnících, tehdy mají okvětní lístky oranžově červené špičky. Etapa od rozpuku květu po jeho zvadnutí trvá asi dva týdny. Květy jsou opylovány nejčastěji motýly s dlouhým sosákem slétající se pro nektar, květy vystavené pouze včelám medonosným vyprodukují minimální počet semen. Opylovač se při sání nektaru nejčastěji vznáší vedle květu a přitom se svými křídly dotýká prašníků i blizny, na kterou přitom přenese pyl. Květy na jedné lodyze se otevírají postupně, takže žádné dva nejsou ve stejné fázi vývoje.
Plodem je kožovitá tobolka dlouhá 4 až 5 cm a široká do 2 cm. Ve zralosti je tmavě hnědá, štěpí se do segmentů a uvolňuje 5 mm kulovitá semena s červenou dužnatou sarkotestou, která jsou oblíbenou ptačí potravou.

## Rozmnožování
Květina se rozmnožuje velmi pomalu. A to vegetativně, plazivými podzemními hlízovitými oddenky, nebo generativně, semeny rozšiřovanými hlavně ptáky. Semena zůstávají spící v půdě šest až devět měsíců, optimální teplota pro klíčení se pohybuje mezi 21 až 24 °C. Semenáče začínají kvést až za tři či čtyři roky.

## Význam
Celá rostlina je jedovatá, obsahuje velmi toxický alkaloid kolchicin, nejvíce ho mají oddenky (asi 1 %) a čerstvé listy (asi 2 %) a také semena, pro jeho získání se byliny pěstují na plantážích v jižní Indií. I nechtěná konzumace rostliny může být pro člověka smrtelná, u citlivé osoby může i dotyk listů způsobit podráždění kůže. Bylina se dlouhodobě používá v tradiční africké i asijské medicíně, např. při léčbě dny, kožních problémů, k vyvolání potratů i léčbě neplodností, k trávení psů i jako protijed při uštknutí hadem. Kolchicin je používán jako experimentální nástroj při studiu buněčného dělení při léčbě rakoviny, u lidí může inhibovat mitózu či vyvolat polyploidii. Květina je hojně rozšířená a ve svém přirozeném areálu nečelí žádným významným hrozbám.
Glorióza vznešená bývá také pěstována v květináčích jako dlouhověká pokojová květina, umísťuje se v létě do míst s rozptýleným světlem, v zimě požaduje období klidu při +10 °C. Květy na dlouhých stopkách jsou vhodné i jako řezané květiny.

## Galerie

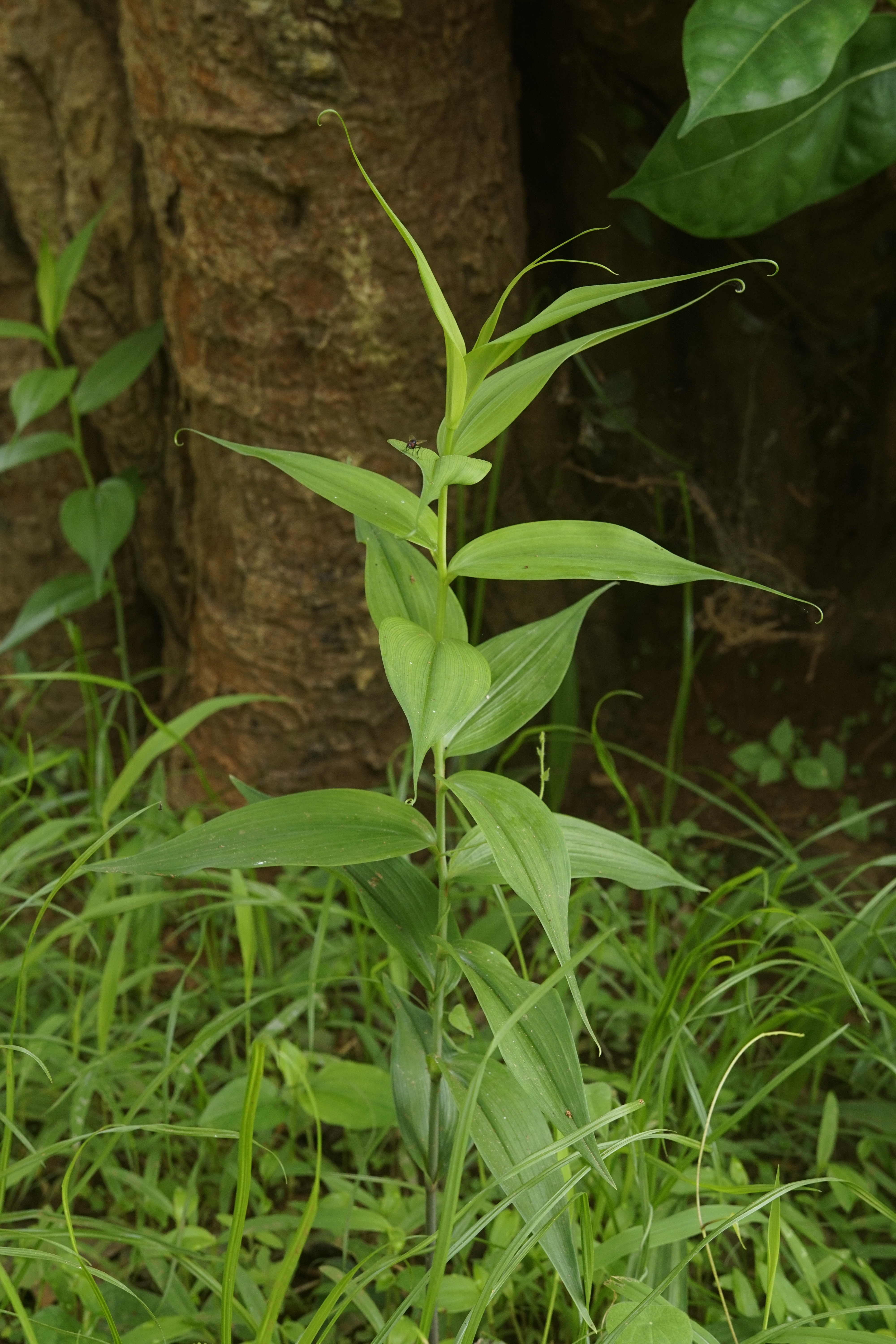
Mladá rostlina s listy a úponky
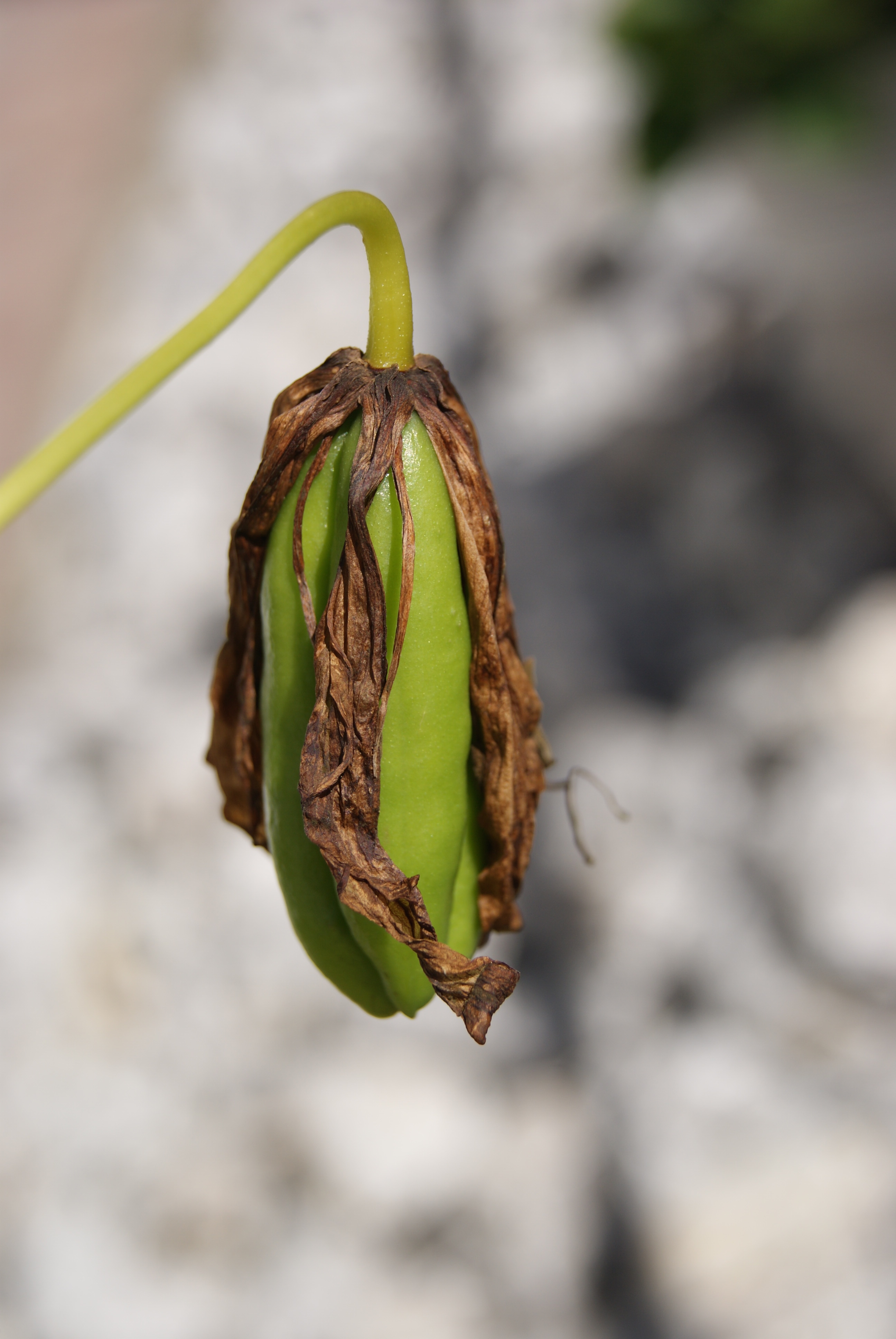
Zrající tobolka v suchém okvětí
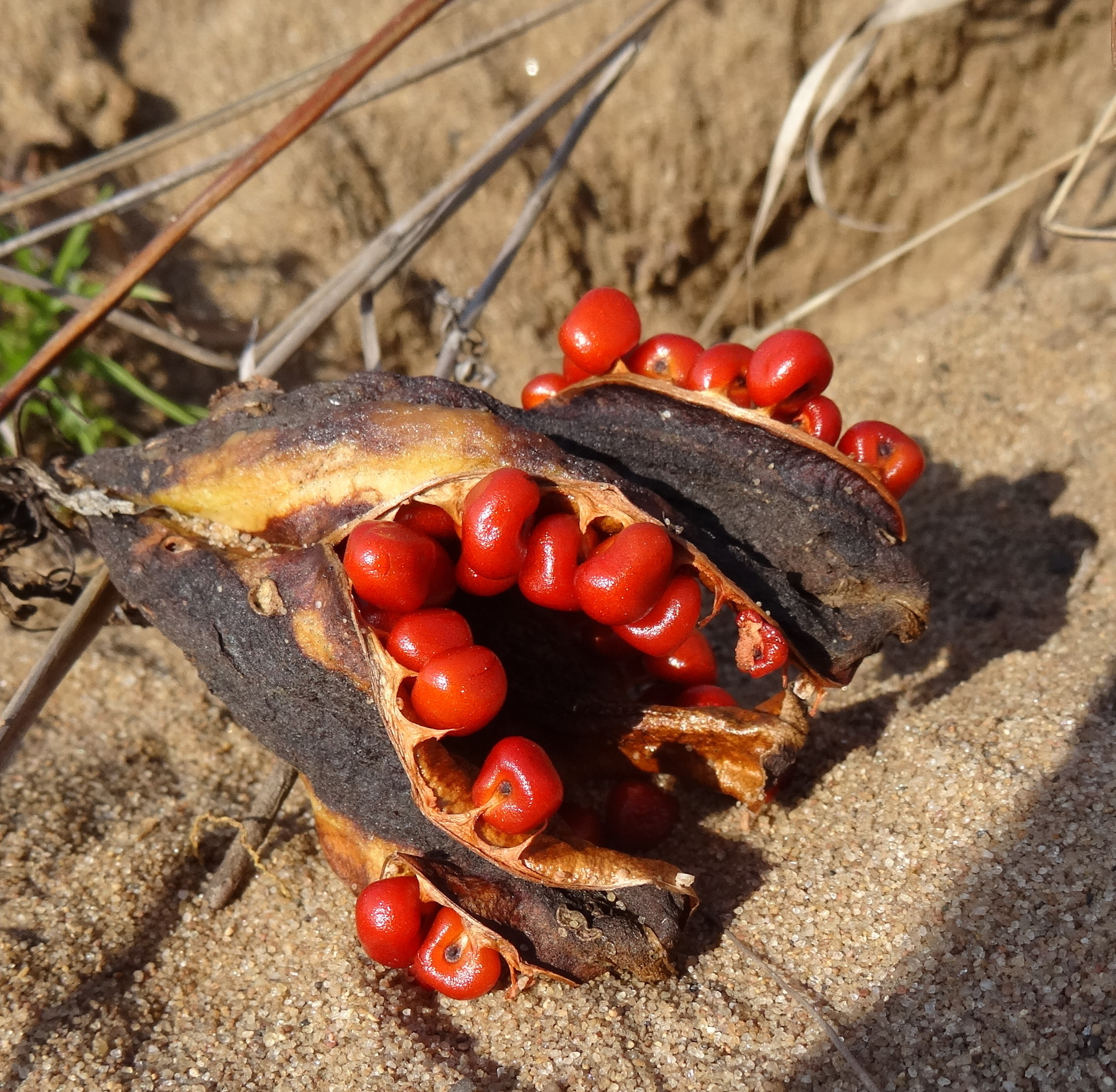
Otevřená tobolka se semeny